# Thomas Enqvist
Thomas Enqvist (13 de março de 1974, Stockholm) é um ex-tenista profissional sueco.
Seu maior feito na carreira foi ser vice-campeão, em 1999, do Open da Austrália, um dos quatro Grand Slam. Acabou perdendo a final para Yevgeny Kafelnikov. 
Em masters, foi campeão do Grand Champions 2009 no Brasil, vencendo Fernando Meligeni na final.

## Major finais

### Grand Slam finais

#### Simples: 1 (0–1)
| Resultado | Ano  | Torneio         | Oponente           | Placar                  |
| Vice      | 1999 | Australian Open | Yevgeny Kafelnikov | 6–4, 0–6, 3–6, 6–7(1–7) |

### Masters Series finais

#### Simples: 3 (3–1)
| Resultado | Ano  | Torneio      | Oponente           | Placar             |
| Campeão   | 1996 | Paris        | Yevgeny Kafelnikov | 6–2, 6–4, 7–5      |
| Campeão   | 1999 | Stuttgart    | Richard Krajicek   | 6–1, 6–4, 5–7, 7–5 |
| Vice      | 2000 | Indian Wells | Àlex Corretja      | 4–6, 4–6, 3–6      |
| Campeão   | 2000 | Cincinnati   | Tim Henman         | 7–6(7–5), 6–4      |

## ATP finals (26)

### Smples (19–7)
| Legenda                       |
| Grand Slam (0–1)              |
| Tennis Masters Cup (0–0)      |
| ATP Masters Series (3–1)      |
| ATP Championship Series (2–1) |
| ATP Tour (14–4)               |

| Títulos por Piso |
| Duro (13–7)      |
| Grama (0–0)      |
| Saibro (2–0)     |
| Carpete (4–0)    |

| Resultado | N.  | Data              | Campeonato                     | Piso        | Oponente           | Placar                       |
| Campeão   | 1.  | 19 Outubro 1992   | Bolzano, Itália                | Carpete (i) | Arnaud Boetsch     | 6–1, 1–6, 7–6(9–7)           |
| Campeão   | 2.  | 30 Agosto 1993    | Schenectady, EUA               | Duro        | Brett Steven       | 4–6, 6–3, 7–6(7–0)           |
| Campeão   | 3.  | 16 Janeiro 1995   | ATP de Auckland, Nova Zelândia | Duro        | Chuck Adams        | 6–2, 6–1                     |
| Campeão   | 4.  | 27 Fevereiro 1995 | Filadelfia, EUA                | Carpete (i) | Michael Chang      | 0–6, 6–4, 6–0                |
| Campeão   | 5.  | 15 Maio 1995      | Pinehurst, EUA                 | Saibro      | Javier Frana       | 6–3, 3–6, 6–3                |
| Vice      | 1.  | 7 Agosto 1995     | Los Angeles, EUA               | Duro        | Michael Stich      | 7–6(9–7), 6–7(4–7), 2–6      |
| Campeão   | 6.  | 21 Agosto 1995    | Indianapolis, EUA              | Duro        | Bernd Karbacher    | 6–4, 6–3                     |
| Campeão   | 7.  | 13 Novembro 1995  | Stockholm, Suécia              | Duro (i)    | Arnaud Boetsch     | 7–5, 6–4                     |
| Campeão   | 8.  | 15 Abril 1996     | Nova Delhi, Índia              | Duro        | Byron Black        | 6–2, 7–6(7–3)                |
| Campeão   | 9.  | 4 Novembro 1996   | Paris, França                  | Carpete (i) | Yevgeny Kafelnikov | 6–2, 6–4, 7–5                |
| Campeão   | 10. | 11 Novembro 1996  | Estocolmo, Suécia              | Duro (i)    | Todd Martin        | 7–5, 6–4, 7–6(7–0)           |
| Campeão   | 11. | 17 Fevereiro 1997 | Marseille, França              | Duro (i)    | Marcelo Ríos       | 6–4, 1–0, ret.               |
| Vice      | 2.  | 28 Julho 1997     | Los Angeles, EUA               | Duro        | Jim Courier        | 4–6, 4–6                     |
| Campeão   | 12. | 9 Fevereiro 1998  | Marseille, França              | Duro (i)    | Yevgeny Kafelnikov | 6–4, 6–1                     |
| Vice      | 3.  | 2 Março 1998      | Filadelfia, EUA                | Duro (i)    | Pete Sampras       | 5–7, 6–7(3–7)                |
| Campeão   | 13. | 4 Maio 1998       | Munique, Alemanha              | Saibro      | Andre Agassi       | 6–7(4–7), 7–6(8–6), 6–3      |
| Campeão   | 14. | 11 Janeiro 1999   | Adelaide, Austrália            | Duro        | Lleyton Hewitt     | 4–6, 6–1, 6–2                |
| Vice      | 4.  | 1 Fevereiro 1999  | Australian Open, Melbourne     | Duro        | Yevgeny Kafelnikov | 6–4, 0–6, 3–6, 6–7(1–7)      |
| Campeão   | 15. | 1 Novembro 1999   | Stuttgart Indoor, Alemanha     | Duro (i)    | Richard Krajicek   | 6–1, 6–4, 5–7, 7–5           |
| Campeão   | 16. | 15 Novembro 1999  | Stockholm Open, Suécia         | Duro (i)    | Magnus Gustafsson  | 6–3, 6–4, 6–2                |
| Vice      | 5.  | 10 Janeiro 2000   | Adelaide, Austrália            | Duro        | Lleyton Hewitt     | 6–3, 3–6, 2–6                |
| Vice      | 6.  | 20 Março 2000     | Indian Wells, EUA              | Duro        | Àlex Corretja      | 4–6, 4–6, 3–6                |
| Campeão   | 17. | 5 Julho 2000      | Cincinnati, EUA                | Duro        | Tim Henman         | 7–6(7–5), 6–4                |
| Vice      | 7.  | 28 Agosto 2000    | Long Island, EUA               | Duro        | Magnus Norman      | 3–6, 7–5, 5–7                |
| Campeão   | 18. | 30 Outubro 2000   | Basel, Suíça                   | Carpete (i) | Roger Federer      | 6–2, 4–6, 7–6(7–4), 1–6, 6–1 |
| Campeão   | 19. | 18 Fevereiro 2002 | Marseille, França              | Duro (i)    | Nicolas Escudé     | 6–7(4–7), 6–3, 6–1           |